# Bataille de Krasny Bor
Seconde Guerre mondiale
Batailles
Front de l’Est

Prémices :
- Campagne de Pologne
- Guerre d'Hiver

Guerre germano-soviétique :
- 1941 : l'invasion de l'URSS

- Opération Barbarossa

Front nord : 
- Guerre de Continuation
- Opération Silberfuchs
- Siège de Léningrad

Front central : 
- 2e bataille de Brest-Litovsk
- Bataille de Białystok–Minsk
- 1re bataille de Smolensk
- Bataille de Kiev

Front sud : 
- Siège d'Odessa
- Campagne de Crimée

- 1941-1942 : la contre-offensive soviétique

Front nord : 
- Poche de Demiansk
- Poche de Kholm

Front central : 
- Bataille de Moscou

Front sud : 
- Seconde bataille de Kharkov

- 1942-1943 : de Fall Blau à la 3e bataille de Kharkov

Front nord : 
- Offensive de Siniavino
- Opération Iskra
- Bataille de Krasny Bor
- Opération Poliarnaïa Zvezda

Front central : 
- Opération Mars

Front sud : 
- Bataille du Caucase (opération Fall Blau)
- Bataille de Stalingrad
- Opération Uranus
- Opération Saturne
- Offensive d'Ostrogojsk-Rossoch
- Offensive de Voronej-Kastornoe
- Opération Gallop
- Opération Étoile
- Troisième bataille de Kharkov

- 1943-1944 : libération de l'Ukraine et de la Biélorussie

Front central : 
- 2e bataille de Smolensk
- Opération Bagration

Front sud : 
- Bataille de Koursk
- Bataille du Dniepr
- Offensive Dniepr-Carpates
- Offensive de Crimée
- Offensive de Lvov-Sandomir

- 1944-1945 : campagnes d'Europe centrale et d'Allemagne

Allemagne : 
- Offensive Vistule-Oder
- Offensive de Poméranie orientale
- Siège de Breslau
- Offensive de Prusse-Orientale
- Bataille de Königsberg
- Bataille de Seelow
- Bataille de Bautzen
- Bataille de Berlin
- Capitulation allemande

Front nord et Finlande : 
- Guerre de Laponie
- Offensive Leningrad-Novgorod
- Bataille de Narva

Europe orientale : 
- Opération Margarethe
- Insurrection de Varsovie
- Soulèvement national slovaque
- Opération Panzerfaust
- Bataille de Budapest
- Opération Frühlingserwachen
- Offensive de Vienne
- Insurrection de Prague
- Offensive de Prague
- Bataille de Slivice

Front d’Europe de l’Ouest

Campagnes d'Afrique, du Moyen-Orient et de Méditerranée

Bataille de l’Atlantique

Guerre du Pacifique

Guerre sino-japonaise

Théâtre américain
La bataille de Krasny Bor, Битва за Красный Бор en russe, est une bataille majeure de l'opération Krasnoborsk Smerdynskaya qui s'est déroulée du 10 au 13 février 1943, dans le cadre de l'opération Polyarnaya Zvezda (étoile polaire). Ce fut un affrontement sanglant entre le 50e corps d’armée allemand, plus particulièrement, la division de volontaires espagnols División Azul et la 55e armée soviétique dans le secteur de la route et du chemin de fer Léningrad-Moscou.

## Préambule

### 1941-1942
Après l'invasion de l'Union soviétique par l'Allemagne nazie, le 22 juin 1941, une opération à grande échelle pour la prise de Moscou a été mise sur pied, mais finalement annulée par Adolf Hitler qui décide d'envoyer ses forces prendre Léningrad en premier.
Le 6 août 1941, Hitler réitère son ordre :
1. Prendre Léningrad en premier,
2. Prendre le bassin de Donetsk,
3. Prendre Moscou.

Toutefois l'acharnement défensif des Soviétiques, les actions de guérilla par les partisans sur les lignes arrière, l’état des routes et le froid intense retardent les forces allemandes dans l'accomplissement de leurs objectifs.
Le 15 septembre 1941, les troupes allemandes s'emparent de la ville de Schlüsselburg sur la rive sud du lac Ladoga encerclant entièrement le sud de Léningrad, le siège commence.
À l'automne 1941, Joukov lance une série de contre-attaques contre les lignes allemandes destinée à arrêter l'avance allemande dans la banlieue sud de Léningrad si bien qu’en novembre 1941, la ville n’est pas totalement investie.
Le Groupe d'armées Nord allemand conduit alors, début novembre 1941, une offensive en direction de Tikhvine et de la rivière Svir, pour rejoindre les forces finlandaises afin d'encercler totalement la ville de Léningrad.
Le 3 novembre, les Allemands coupent la voie ferrée Léningrad-Vologda, voie de ravitaillement vitale pour la ville de Léningrad assiégée, puis continuent d'avancer et prennent le 9 novembre, la chaussée Moscou-Léningrad à Tikhvine, interrompant totalement le ravitaillement de la ville par voie terrestre. Toutefois les troupes allemandes sont ralenties puis stoppées par la défense acharnée des Soviétiques et par le froid qui s'abat sur la steppe, le thermomètre descendant au-dessous de −40 °C.
Le 1er décembre 1941, le général soviétique Meretskov lance contre Tikhvine les troupes sibériennes des 44e et 191e brigades de fusiliers appuyées par les T-34 de la 46e brigade de chars contre la 61e division d'infanterie allemande qui résistera avec l'énergie du désespoir aux assauts furieux.
Le froid intense gèle les blessés sur place, bloque les culasses des armes et grippe les moteurs des véhicules. Finalement, le 9 décembre, les troupes allemandes survivantes abandonnent la ville en détruisant toutes les installations et se replient sur la rivière Volkhov en dépit des ordres formels du Führer de tenir sur place.
La capture de Tikhvine par l’Armée rouge ne permet pas pour autant de briser l'encerclement de la ville. Toutefois le service ferroviaire par le lac Ladoga peut reprendre, malgré les bombardements de l'artillerie allemande.
Les contre-attaques soviétiques, incessantes, féroces mais toutefois infructueuses obligent, en août 1942, le GQG allemand à envoyer des réserves supplémentaires pour arrêter la contre-offensive soviétique sur le Volkhov.
Après avoir combattu dans la zone Volkhov-lac Ilmen-Novgorod d'octobre 1941 à août 1942, la 250e division d'infanterie (dite División Azul) est envoyée en renfort à la limite sud de la poche de Léningrad, et prend, le 23 août 1942, les positions de la 121e division allemande qui est retirée entre la ligne de chemin de fer Kolpino-Tosno à l’est et Babolovo située à l’ouest. Elle s’installe, dans des tranchées creusées près de et dans Krasny Bor, Pouchkine et Kolpino, villes situées à seulement 20 km au sud-est de Léningrad, où elle subit régulièrement, bombardements et attaques soviétiques.

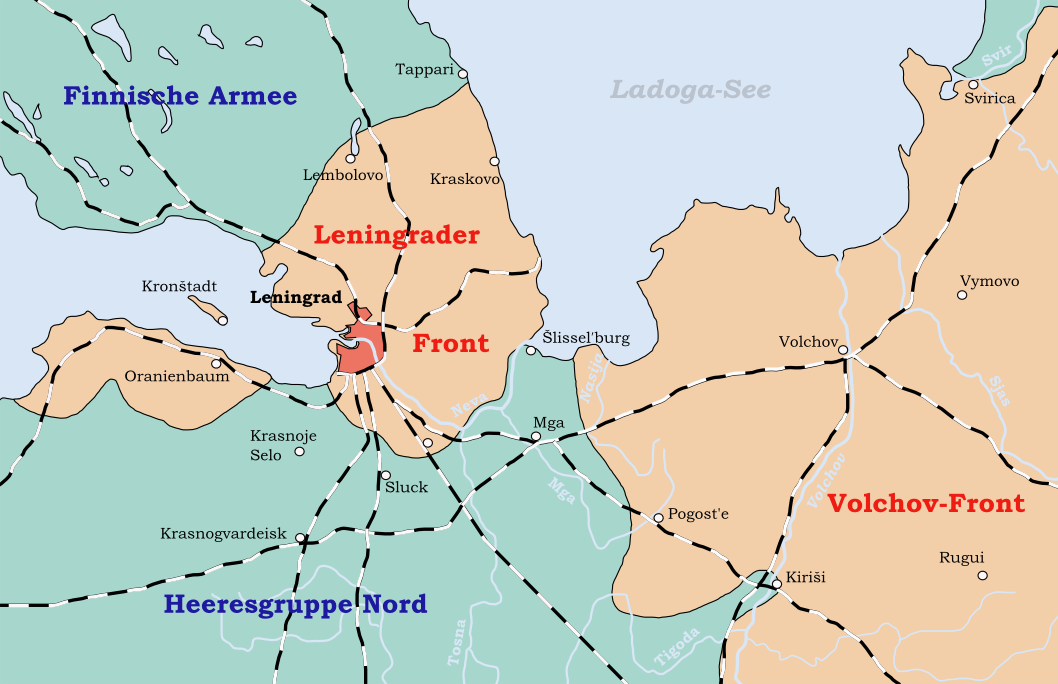
Carte du siège de Léningrad de mai 1942 à janvier 1943 avant l'opération Iskra.

### 1943
Début janvier 1943, la 55e armée soviétique est transférée au sud de Léningrad afin de briser le périmètre sud du siège de Léningrad. Cette 55e armée, formée des éléments de réserve des provinces du nord-est de la Russie, se compose de quatre divisions d'infanterie, deux régiments blindés et plusieurs autres groupes de soutien.
Le 12 janvier 1943, l'Armée rouge mène l’opération Iskra (en russe : Операция Искра, Étincelle), et réussit à briser le goulet d'étranglement entre Siniavino et la rive du lac Ladoga, recréant ainsi une connexion terrestre à partir de Léningrad le long de la rive du lac Ladoga, pour la première fois depuis septembre 1941.
Cette étroite bande étant sous le feu continu des positions allemandes, le commandement soviétique conçoit alors rapidement, une opération beaucoup plus importante qu'elle a appelé opération Polyarnaïa Zvezda (en russe : Операция полярная Звезда, Étoile polaire) en qui prévoyait une attaque par trois fronts : le front du Nord-Ouest sous les ordres du maréchal Timochenko, le front de Volkhov sous les ordres du colonel général Meretskov et le front de Léningrad sous les ordres du maréchal Govorov, dont la 55e armée fait partie.
Cette opération avait pour objectif d’encercler la 18e armée allemande en avançant vers le nord-ouest du front en direction de Louga et du golfe de Finlande.
| Krasny Bor Léningrad Lac Ladoga |

Pour les troupes du front de Léningrad, la route et la voie ferroviaire Moscou à Léningrad sont d’une importance vitale. L'objectif de la 55e armée était donc de capturer la route stratégique. Le pivot de cette route est Krasny Bor, ville située entre la route et la ligne de chemin de fer Léningrad-Moscou en direction de Kolpino vers Tosno, puis à se joindre, dans un second temps, à la 54e armée du Volkhov, afin d’encercler les troupes allemandes situées dans le secteur de Mga.
Une fois cette attaque réussie, le plan prévoyait l’intervention des forces de deuxième échelon pour avancer dans la trouée vers Tosno.
À la fin de janvier 1943, le général Infantes, commandant la 250e division d'infanterie (División Azul), s’était aperçu de l’arrivée de troupes soviétiques fraiches. Se doutant qu'une attaque était imminente, il ordonna le 2 février 1943, à ses réserves (2 compagnies cyclistes et les 9e et 11e batteries du 250e régiment d'artillerie) de monter en ligne, afin d’occuper Krasny Bor et de s'y retrancher.
Le 9 février, il ordonne qu'au moins un tiers de tous les hommes avec toutes les armes automatiques disponibles se retirent à 200 m derrière la ligne principale de résistance, fait poser des champs de mines supplémentaires, améliore les positions, et crée des postes de tir supplémentaires. Le commandement allemand promettait d'envoyer deux compagnies antichars composées de canons de 75 mm PaK 40 et de 88 mm ainsi qu'un régiment d'infanterie.
Le 10 février 1943, la 55e armée soviétique forte d’environ 40 000 hommes, 30 chars et environ 70 autres véhicules blindés, soutenue par un groupe mobile composé de la 122e brigade de chars et de la 35e brigade de ski, soit environ 4 000 hommes, attaque les forces allemandes pour essayer de prendre Kolpino.

## Forces en présences
Les forces soviétiques sont composées de la 55e armée, forte au total de 44 000 hommes.
Les forces de l'Axe sont composées principalement de la 250e division d'infanterie de la Wehrmacht, dite División Azul en espagnol et Division Bleue en français, forte de 4 500 soldats et d'éléments allemands divers de l'ordre de 1 400 soldats

## La bataille

### 10 février
Le 10 février 1943 à 6 h 40, l'artillerie lourde soviétique, composée de plus de 800 canons sur un front de 5 km, bombarde pendant deux heures, à raison d'un coup toutes les dix secondes pour chaque pièce, les positions tenues par les forces espagnoles de la Division Bleue et forces allemandes à Krasny Bor, relayées par l'aviation soviétique. Obus, mortiers et de roquettes Katioucha pilonnent les tranchées, bunkers construits pour renforcer le flanc est du groupe d'armées Nord. Toutefois les premières lignes espagnoles sont partiellement vides, afin de réduire l'impact des bombardements, mais ceux qui restent résistent de battre en retraite selon la devise: "Pas de relève possible, jusqu'à l'extinction"[réf. nécessaire].
À 8 h 45, le bombardement est déplacé sur la ville de Krasny Bor et les villages de Podolvo et Raikelevo, situés à l'est et au sud-est de Krasny Bor.
Après cette préparation, à 8 h 40, les 43e, 45e G, 63e G (ru) et 72e divisions de fusiliers soviétiques (ru), soit un total de 44 000 hommes[réf. nécessaire], suivies par les 31e et 46e régiments de chars comprenant près de 100 chars d'assaut principalement des KV-1 et des T-34, par deux bataillons de canons antichars Zis de 76 mm, par la 35e brigade motorisée et les 34e et 250e brigades de skieurs lancent l'assaut contre les lignes de la Division Bleue, avec 4.500 soldats, et des forces allemandes 1.400 hommes un total de 5 900 soldats, harcelés par le bombardement d'artillerie lourde puis aérien[réf. nécessaire].
Les Soviétiques qui avait prévu que le bombardement d'artillerie intensif aurait détruit les positions ennemies, avançaient confiants sur le secteur défendu par les volontaires espagnols. Attaquant sur quatre lignes de pénétration avec une division chacune, les soviétiques rencontrent de graves difficultés. Le barrage d'artillerie ayant fait fondre la neige, les chars russes s'enlisent. Toutefois les troupes espagnoles de première ligne, tapies dans leurs trous, submergées par les troupes soviétiques largement supérieures en nombre, regroupent les restes des survivants, fortifient leurs positions dans les cratères produits par les obus et se battent jusqu'à la mort face à l'attaque soviétique. Toutefois cette première ligne est rapidement dépassée car de nombreuses troupes ont été détruites par le bombardement.
Dans la ville même de Krasny Bor, une compagnie espagnole de la 250e division d'infanterie qui occupe la gare ferroviaire Octobre, repousse plusieurs attaques d'infanterie soviétique ainsi que trois attaques de blindés. À 11 h, la compagnie réduite à quarante combattants réussit encore à tenir jusque midi, puis les survivants se replient dans la ville.
De 9 h à 10 h 40, les unités espagnoles isolées repoussent les attaques soviétiques, mais finissent par être coupées de leur lignes arrière quand les Soviétiques occupent la ligne de chemin de fer Octobre. Encerclées, les unités espagnoles tenant toujours la route de Léningrad-Moscou décident de tenir aussi longtemps que possible, mais sont finalement détruites dans les combats.
En milieu de matinée, les Soviétiques percent le front en trois endroits. Toutefois les compagnies de volontaires espagnols affaiblies résistent encore avec difficulté, sans l'aide de la 4e division SS Volkspolizei, à une nouvelle attaque des forces soviétiques et les ravages faits par des tireurs d'élite soviétiques qui éliminent 121 hommes.
Dans l'intervalle, la 55e armée avait avancé, en dépit des lourdes pertes infligées par les troupes espagnoles retranchées.
Dans la ville de Krasny Bor, l'artillerie espagnole, les troupes du génie et les traînards sont attaqués par l'infanterie et les blindés soviétiques qui ouvrent le feu sur un hôpital et les ambulances battant en retraite. Ils sont finalement repoussés par les troupes espagnoles, armés de cocktails Molotov et de grenades à main. À 12 h, la 63e division de fusiliers de la Garde signale la capture de Krasny Bor. Toutefois la moitié sud de la ville reste encore contrôlée par les Espagnols.
La 63e division de fusiliers de la Garde continue sa progression dans la partie centre-ouest de la ville, et à 15 h 15 arrive sur le QG espagnol, qui se replie. Pendant ce temps une partie des troupes espagnoles qui ont installé des positions défensives le long de la rivière Ijora (en), à l'ouest de la ville, résistent aux attaques 63e division de fusiliers de la Garde jusqu'à la fin de la journée.
Dans l'après-midi, la Luftwaffe apporte son soutien, tardif, aux défenseurs, par une attaque de chasseurs-bombardiers contre les positions soviétiques autour de la ville de Kolpino, à l'est de Krasny Bor. Pendant ce temps, la 45e division de fusiliers de la Garde capture Michkino.
À 16 h 30 les renforts allemands, composés d’un groupe de combat de la 212e division d'infanterie de deux compagnies des légions flamandes et lettones, et d'un soutien aérien, permettent de renforcer les défenses espagnoles en contre-attaquant sur la forêt à Staraïa Retchka et occupant la ligne de front de l'autoroute jusqu'à la rivière Ijora.
En fin de journée, le général Sviridov décide d'envoyer une brigade de ski dans la bataille, avec comme objectif l'occupation de la route M10. Mais ils furent arrêtés par la combinaison de la résistance farouche des défenseurs espagnols et un soudain dégel qui a arrêté la brigade de ski.
À la fin de la journée, la 63e Division de fusiliers de la Garde a avancé 4  à   5 kilomètres et occupe Krasny Bor, Michkino, Staraïa Mirza, Stepanovka et la gare de Popovka au prix de fortes pertes.
Sur son aile gauche, la 43e division d'infanterie et la 34e brigade de ski, avait également attaqué avec succès, repoussant la 4e Division de la police SS vers la rivière Tosno.
Dans le secteur de la rivière Ijora, la 72e division de fusiliers repousse les Espagnols vers le fleuve, anéantissant le 250e bataillon de réserve mobile, au prix de 70 pour cent de pertes[Pour qui ?][réf. nécessaire].

### 11 février
Le 11 février 1943, l’aile gauche de la 63e division de fusiliers de la Garde, qui est encerclée en plusieurs endroits, contrôle, dans la soirée, la ville de Krasny Bor. Une contre-attaque planifiée par la Division Bleue et la 212e division d'infanterie allemande n’est finalement pas réalisée en raison des inquiétudes sur la situation générale du 18e corps d'armée.

### 12 février
Après un bombardement d’artillerie du 1er bataillon d'artillerie espagnol contre les positions soviétiques, le 262e régiment d'infanterie espagnol lance une contre-attaque pour reprendre Krasny Bor, mais sans succès.

### Bilan au 13 février
Troupes soviétiques
Le 13 février, la 55e armée soviétique, qui avait perdu près du tiers de sa force initiale ainsi que la plupart de ses chars, ne pouvait plus avancer[réf. nécessaire].
Le taux de pénétration global réalisé atteint seulement une profondeur de 4 km sur un front de 14 km.
Dans le secteur de Siniavino, le long du lac Ladoga, le gain de terrain est plus significatif en raison du retrait des forces allemandes du secteur et des actions conjuguées des 55e et 67e armées soviétiques.
La route principale de Moscou est toujours contrôlée par le 18e corps d'armée allemand, en dépit de la capture de 3 km de la ligne de chemin de fer par les Soviétiques.
Finalement, la résistance de la División Azul à la bataille de Krasny Bor fit échouer l’opération Polyarnaïa Zvezda, la grande offensive destinée à libérer Léningrad. Les forces soviétiques perdent dans cette affaire de 11 000  à   14 000 hommes et un nombre identique de blessés, sans compter les victimes à l'intérieur du périmètre du siège de Léningrad[réf. nécessaire].
Malgré de très lourdes pertes, les Espagnols ont pu tenir bon face à une force soviétique sept fois plus importante et soutenue par des chars. L'assaut de la 55e armée est contenu et le siège de Leningrad est maintenu pendant une année supplémentaire.
L’échec de la 55e armée soviétique n’a pas permis l'encerclement des forces allemandes dans le secteur de Mga et donc ne permet pas de rompre le siège de Léningrad. Cet échec rencontré lors des attaques de l'opération Polyarnaïa Zvezda est dû, selon l’état-major soviétique, au manque de reconnaissance des positions ennemies, à l’emploi maladroit de chars, à l'inefficacité des soutiens d'artillerie et à des erreurs de commandement à tous les niveaux.
Ce n'est qu'en janvier 1944 que la 18e armée allemande se retire de l'approche directe de Léningrad. En effet, en 1944, la 55e armée brise le siège de Léningrad, avant d’avancer en Estonie et de participer aux combats autour la poche de Courlande jusqu'à sa reddition.
Troupes de l’Axe
Le 15 février les pertes de la 250e division d'infanterie atteignent 3 645 tués ou blessés et 300 disparus ou faits prisonniers soit un taux de pertes de 75 pour cent.
Le 10 février 1943, les Espagnols perdent 2 252 soldats (1 125 morts, 91 disparus et 1 036 blessés) en cette seule journée. 1 000 autres seront mis hors de combat les jours suivants et environ 300 Espagnols seront prisonniers ou disparus. Les prisonniers espagnols sont envoyés dans les camps du Goulag, principalement en Sibérie. Les derniers seront rapatriés en Espagne en 1954.
En raison de ces lourdes pertes et de la pression des Alliés sur le gouvernement espagnol, la División Azul est retirée et dissoute. Toutefois une nouvelle formation appelée Légion Azul, soit près de 2 000 hommes qui forment un régiment intégré à la 121e division d’infanterie allemande, reste au combat sur le front de l'Est

## Après la bataille
Le 19 mars 1943, les Soviétiques lancent une nouvelle attaque d’envergure dans ce secteur, qui est également repoussée avec de lourdes pertes des deux côtés.
Le 21 février, une fois le front stabilisé, les troupes espagnoles établissent une position défensive parallèle à la rivière Ijora, avec trois centres de résistances.
Après cette date, l'activité diminue jusqu'à se réduire à quelques escarmouches.

## Détails des actions par secteur
Secteur du chemin de fer de Moscou
- La 63e division d'infanterie de la Garde attaque sur le secteur oriental, avec les 269e, 270e et 342e régiments accompagnés de 40 chars.
- La 2e compagnie de la 250e division d'infanterie se retrouve isolée par l'attaque. Elle reçoit le secours de la compagnie de ski, mais cette aide est brisée par l'artillerie. Les survivants rejoindront les éléments de la 5. Gebirgs-Division allemande en retraite sur son flanc droit.
- La 1re compagnie de la 250e division d'infanterie est anéantie dans les tranchées avec des lance-flammes.
- La 3e compagnie de la 250e division d'infanterie a tous ses officiers tués.

Secteur de Krasny Bor
- La 45e division de fusiliers de la Garde attaque avec les 65e et 708e régiments accompagnés de 15 chars.
- La 5e compagnie de la 250e division d'infanterie résiste aux bombardements aériens et après avoir épuisé ses munitions elle termine le combat au couteau. À 17 h, il ne reste plus que 14 combattants et 21 blessés qui seront faits prisonniers.
- La 6e compagnie de la 250e division d'infanterie entourée par les chars est détruite.
- La 7e compagnie de la 250e division d'infanterie rejoint la 8e compagnie de mitrailleuses et elles résistent à l’attaque.

Secteur de la route Moscou-Léningrad
- La 72e division de fusiliers attaque avec les 14e et 133e régiments, accompagnés par des chars.
- La 3e compagnie de la 250e division d'infanterie repousse plusieurs attaques. Au troisième assaut, ils ne sont plus que trente-sept hommes. Treize hommes sont faits prisonniers.
- La 2e compagnie de la 250e division d'infanterie est attaquée par le centre, mais parvient à reculer dans la rivière Ijora, où renforcée par la 1re compagnie elle récupère sa position.

## L'écho de la bataille
Radio Moscou et l'Agence TASS annoncent au monde la prise Krasny Bor[Quand ?]. La BBC annonce la conséquence logique : la destruction de la División Azul, présentée comme une défaite personnelle du général Franco qui avait violé la neutralité.
À Madrid, le gouvernement émet une demande pour l’obtention d’un rapport à travers son ambassade.
Le 27 février 1943, radio Berlin relate la bataille[Comment ?].